# 銅座
銅座（どうざ）は、江戸時代に銅の取引や、銅の鋳造（鋳銅）をした場所。

## 概要
銅を扱う商人の座の名称としての「銅座」は鎌倉時代にまで遡ることが可能であるが、本項目における「銅座」は江戸幕府が銅の流通の統制及び専売のために設置した機関を指す。
長崎貿易における金銀の流出を防止するために、寛文年間より棹銅などの銅による代金決済を行い、金銀の流出を防止することを図り一定の成果を挙げた。だが、銅は日本国内においても銅銭などの原料として用いられるために大きな需要を持ち、かつ元禄年間に入ると国内の銅山の産出量減少によって、貿易に必要な銅を確保することが困難となった。
そのために銅輸出許可量を減らす（1697年（元禄10年）890.2万斤、1715年（正徳5年）450万斤（海舶互市新例）、1743年（寛保3年）210万斤、1746年（延享3年）310万斤）一方で輸出に用いる銅を確保するために取引の統制を図った。これが銅座である。だが、国内の銅の生産及び需要は江戸時代を通じて激しく変動し、一時期は国内で使用される「地売銅」を含めた全ての銅を対象としたり、反対に経営不振（必要量の確保の困難や買上価格の高騰、販売価格の暴落）によっていったん廃止された後に復活するなど紆余曲折を経た後に、1868年（明治元年）に廃止されるまで続いた。
現在でも、その名残で長崎県長崎市に銅座町という地名が残る。

## 大坂の銅座
大坂での銅の鋳造は大坂銅吹屋において行われていたが、その取引管理のため、大坂銀座の加役として銅座が設けられた。
銅座は1701年（元禄14年）に石町に設けられたが、ほどなくして幸町に移転し、1709年（宝永6年）には内両替町（現・東高麗橋）の銀座と同居するようになり、1712年（正徳2年）に一度廃止された。
1738年（元文3年）に内両替町に再度銅座が設けられ、地売銅（国内向け銅）も管理の対象としたが、1750年（寛延3年）に経営不振を理由として再度廃止された。
二度目の銅座廃止と同年に過書町（現・北浜）に長崎御用銅会所が設けられ、この銅会所が1766年（明和3年）に三度目の銅座となり、1868年（明治元年）まで続いた。
現在、銅座の跡（現・大阪市中央区北浜3丁目）には南隣の今橋3丁目にまたがって大阪市立愛珠幼稚園があり、園前に「銅座の跡」の碑が建立されている。なお、幼稚園の建物は1901年（明治34年）の建築で銅座そのものとは関係はなく、「銅座の跡」の碑も今橋通に面して建っている。このほか、大阪市中央区内久宝寺町1丁目に大阪市立銅座幼稚園、同2丁目に銅座公園があるが、こちらは銅座役人の屋敷地であったことに由来する。

## 長崎の銅座
1724年（享保9年）に浜町そばの埋立地に鋳銅所（築地銭座）が設けられ、輸出用の銅の鋳造を行っていたが、1738年（元文3年）に廃止された。その後、1741年（寛保元年）にその跡地に銅座銭座が置かれ、鉄製寛永通宝等の鋳造を行っていた。
鋳銅所の廃止後、その跡の埋立地を「銅座跡」と呼称したのが地名の起こりである。1868年（明治元年）7月に東銅座町・西銅座町が置かれ、同年10月に両者を併せ銅座町とした。現在は周辺と併せて長崎市内で有数の歓楽街となっており、鋳銅所があった場所付近に「銅座跡」の碑が建立されている。